# واکنش اپل
واکنش اپل(به انگلیسی: Appel reaction) گونه ای از واکنش آلی است که طی آن یک الکل در حضور تری‌فنیل‌فسفین و کربن تتراکلرید به یک آلکیل کلرید تبدیل می شود.به صورت مشابه در صورت استفاده از تترابرمومتان یا برم ،یک آلکیل برمید و در صورت استفاده از متیل یدید یا ید ،یک آلکیل یدید ایجاد می شود.این واکنش نخستین بار توسط شیمیدانی به نام رولف اپل ارائه شد.